# Кучилья-де-Аэдо
Кучилья-де-Аэдо (исп. Cuchilla de Haedo) — возвышенность на северо-западе Уругвая, представляющая собой восточный край лавового плато Параны, круто обрывающийся на востоке. Возвышенность вытянута с северо-востока на юго-запад и разделяет бассейны рек Рио-Негро и Уругвай. Поверхность расчленена глубоко врезанными долинами левых притоков реки Уругвай. Высота до 420 метров. На плато и прилегающей к ней с востока низменности — субтропическая травянистая саванна (кампос), араукариевые леса, вечнозелёные и листопадные леса и кустарники.